# Национална опера и балет
 Тази статия е за българската институция.  За институцията от Северна Македония със същото име вижте Национална опера и балет (Северна Македония).  
Националната опера и балет е културна институция в София за оперни и балетни постановки.

## История
Българското оперно дружество е основано през 1908 г., когато започва да представя първите си продукции. На 18 октомври 1908 „Българската оперна дружба“ изнася първото си пробно представление – откъси от „Фауст“ на Гуно и „Трубадур“ от Верди. Фирмата „Оперна дружба“ е регистрирана официално на имената на Драгомир Казаков, Константин Михайлов-Стоян, Иван Вульпе, Димитър Попиванов и Стоян Николов. Освен тях в трупата участват и Златка Куртева, Богдана Гюзелева-Вульпе, Мара Василева, Олга Орлова, Дойчинка Коларова, Желю Минчев, Панайот Димитров, диригентите Хенрих Визнер, Алоис Мацак, Тодор Хаджиев, хормайсторите Добри Христов и Константин Рамаданов. От края на 1908 започва формирането на щатен хор.
Първата цяла опера е изпълнена на следващата година (5 юни 1909) – „Палячи“ от Леонкавало. Започват и представления на първите опери от български композитори – „Сиромахкиня“ от Емануил Манолов, „Камен и Цена“ от Иван Иванов, „Борислав“ от Маестро Георги Атанасов, „Тахир Беговица“ от Димитър Хаджигеоргиев и др.
През 1922 г. театърът е преименуван на Национална опера, а от 1928 г., когато се сформира и балетната група, носи настоящото си име Национална опера и балет.
След бомбардировките през 1944 операта прекратява дейността си за кратко време.
През 1945 директор става големият български композитор Любомир Пипков. От 1946 главен диригент е Асен Найденов, артистичен секретар – композиторът Георги Димитров. Диригенти са Асен Димитров, Атанас Маргаритов, Михаил Лефтеров, режисьори Боян Дановски и Илия Иванов, главен балетмайстор Анастас Петров.
През годините на прехода оперният театър е загубил статута си на национален културен институт и въпреки възраженията на тогавашното ръководство, името му остава непроменено и до днес – Софийска опера и балет.
От декември 2007 ръководството на операта се поема от проф. Пламен Карталов.

## Сградата на операта в София
Сградата, в която се помещава днес дружеството, е проектирана през 1921 г. от арх. Лазар Парашкеванов, но строежът ѝ започва едва през 1947 г. Завършена е през 1953 г.
През лятото на 2007 г. са отпуснати средства за обновяване на сградния фонд и през март 2008 г., въпреки неприключилия ремонт, Софийска опера и балет отваря врати за почитателите на този вид изкуство.
Залата е с капацитет 948 места, а малката сцена – 120 места.

## Детски репертоар
Детската образователна програма „Отиваме на опера“ стартира през февруари 2008. Спектаклите са за млади зрители от 3 до 14 години.